# Rugby a 7 ai II Giochi olimpici giovanili estivi - Torneo femminile

## Formula
Le sei squadre si sfidano in un gironi all'italiana.
Le prime quattro classificate accedono semifinali.

## Fase eliminatoria
| Pos. | Squadra     | Pt | G | V | N | P | PF  | PS  | DP   |
| ---- | ----------- | -- | - | - | - | - | --- | --- | ---- |
| 1.   | Australia   | 15 | 5 | 5 | 0 | 0 | 146 | 17  | +129 |
| 2.   | Cina        | 13 | 5 | 4 | 0 | 1 | 144 | 32  | +112 |
| 3.   | Canada      | 11 | 5 | 3 | 0 | 2 | 108 | 71  | +37  |
| 4.   | Stati Uniti | 8  | 5 | 1 | 1 | 3 | 59  | 98  | -39  |
| 5.   | Spagna      | 8  | 5 | 1 | 1 | 3 | 44  | 129 | -85  |
| 6.   | Tunisia     | 5  | 5 | 0 | 0 | 5 | 12  | 166 | -154 |

| Data      | Ora         | Partita     | Partita | Partita     |
| --------- | ----------- | ----------- | ------- | ----------- |
| 17-8-2014 | 9:00 UTC+8  | Australia   | 31- 0   | Tunisia     |
| 17-8-2014 | 9:30 UTC+8  | Canada      | 10-24   | Cina        |
| 17-8-2014 | 10:00 UTC+8 | Spagna      | 12-12   | Stati Uniti |
| 17-8-2014 | 16:00 UTC+8 | Australia   | 15-12   | Cina        |
| 17-8-2014 | 16:30 UTC+8 | Canada      | 19-14   | Stati Uniti |
| 17-8-2014 | 17:00 UTC+8 | Spagna      | 32-0    | Tunisia     |
| 18-8-2014 | 9:00 UTC+8  | Australia   | 38-0    | Stati Uniti |
| 18-8-2014 | 9:30 UTC+8  | Canada      | 31-0    | Spagna      |
| 18-8-2014 | 10:00 UTC+8 | Cina        | 34-0    | Tunisia     |
| 18-8-2014 | 16:00 UTC+8 | Canada      | 43-12   | Tunisia     |
| 18-8-2014 | 16:30 UTC+8 | Stati Uniti | 7-29    | Cina        |
| 18-8-2014 | 17:00 UTC+8 | Australia   | 41-0    | Spagna      |
| 19-8-2014 | 9:00 UTC+8  | Stati Uniti | 26-0    | Tunisia     |
| 19-8-2014 | 9:30 UTC+8  | Spagna      | 0-45    | Cina        |
| 19-8-2014 | 10:00 UTC+8 | Australia   | 21-5    | Canada      |

## Fase finale

### Semifinali
| Data      | Ora         | Partita   | Partita | Partita     |
| --------- | ----------- | --------- | ------- | ----------- |
| 19-8-2014 | 17:00 UTC+8 | Australia | 33- 0   | Stati Uniti |
| 19-8-2014 | 17:30 UTC+8 | Cina      | 19-26   | Canada      |

### Finale 5/6 posto
| Data      | Ora         | Partita | Partita | Partita |
| --------- | ----------- | ------- | ------- | ------- |
| 19-8-2014 | 15:30 UTC+8 | Spagna  | 25- 5   | Tunisia |

### Finale per la medaglia di bronzo
| Data      | Ora        | Partita     | Partita | Partita |
| --------- | ---------- | ----------- | ------- | ------- |
| 20-8-2014 | 9:00 UTC+8 | Stati Uniti | 0-12    | Cina    |

### Finale
| Data      | Ora         | Partita   | Partita | Partita |
| --------- | ----------- | --------- | ------- | ------- |
| 20-8-2014 | 10:00 UTC+8 | Australia | 38-10   | Canada  |